# Украина на «Евровидении-2020»
Украина приняла участие в национальном отборе на конкурс песни «Евровидение-2020» в Роттердаме. Как и в предыдущие годы, телеканалы UA:Перший и СТБ проводили национальный отбор совместно.

## Национальный отбор

### Формат
16 октября 2019 года телеканалы UA:Перший и СТБ объявили старт Национального отбора на «Евровидение-2020». Национальный отбор состоял из трёх шоу. Два полуфинала проходили 8 и 15 февраля 2020 года. Из каждого полуфинала в финал выходило по три лучших по мнению жюри и телезрителей участника. Финал был назначен 22 февраля 2020 года. Все этапы отбора транслировались из Дворца культуры Национального технического университета Украины «Киевский политехнический институт имени Игоря Сикорского» в Киеве.
Музыкальным продюсером Национального отбора на «Евровидение-2020» остался украинский композитор Руслан Квинта. Состав членов жюри национального отбора на «Евровидение-2020» был изменён. В него вошли генеральный продюсер «ТАВР Медиа» Виталий Дроздов, а также участники Евровидения от Украины в прошлые годы Тина Кароль и Андрей Данилко. Ведущим национального отбора снова стал Сергей Притула.
20 января был опубликован список участников отбора. 22 января состоялась жеребьёвка участников на полуфиналы и определение порядковых номеров. После скандала в 2019 году было введено новое правило, которое ограничивает участие в Национальном отборе артистов, у которых был хотя бы один концерт на территории России с 2014 года.
| Полуфиналисты         | Полуфиналисты     | Полуфиналисты          | Полуфиналисты                                      |                           |           |            |  |
| Исполнитель           | Песня             | Язык                   | Авторы                                             |                           |           |            |  |
| --------------------- | ----------------- | ---------------------- | -------------------------------------------------- | ------------------------- | --------- | ---------- |  |
| Исполнитель           | Песня             | Язык                   | Авторы                                             | Go-A                      | «Соловей» | Украинский |  |
| Исполнитель           | Песня             | Язык                   | Авторы                                             | MOONZOO feat. F.M.F. Sure | «Maze»    | Английский |  |
| [O]                   | «Там, куди я йду» | Украинский             | Ольга Чернышева, Александр Каспров                 |                           |           |            |  |
| KHAYAT                | «Call For Love»   | Английский             | Андрей Хайат                                       |                           |           |            |  |
| Assol                 | «Save It»         | Английский             | Екатерина Тараненко, Сергей Демьяненко             |                           |           |            |  |
| CLOUDLESS             | «Drown Me Down»   | Английский             | Юрий Каналош, Михаил Шатохин, Антон Панфилов       |                           |           |            |  |
| GARNA                 | «Who We Are?»     | Английский             | Алена Левашева, Роман Непомнящий                   |                           |           |            |  |
| Katya Chilly          | «Піч»             | Украинский             |                                                    |                           |           |            |  |
| FO SHO                | «BLCK SQR»        | Английский             | Бетти Эндале, Сиона Эндале, Мириам Эндале          |                           |           |            |  |
| David Axelrod         | «Horizon»         | Английский             | Давид Аксельрод, Павел Шилько, Владимир Григорович |                           |           |            |  |
| Александр Порядинский | «Savior»          | Английский             | Яна Ковалева                                       |                           |           |            |  |
| TVORCHI               | «Bonfire»         | Английский             | Андрей Гуцуляк                                     |                           |           |            |  |
| GIO                   | «Feeling So Lost» | Английский             | Георгий Дарахвелидзе                               |                           |           |            |  |
| Jerry Heil            | «Vegan»           | Английский             | Яна Шемаева, Роман Черенов                         |                           |           |            |  |
| KRUTЬ                 | «99»              | Украинский, Английский | Михаил Клименко, Антон Бабич, Марина Круть         |                           |           |            |  |
| Элина Иващенко        | «Get Up»          | Английский             | Элина Иващенко, Вадим Лисица                       |                           |           |            |  |

### Первый полуфинал
Первый полуфинал национального отбора состоялся 8 февраля 2020 года.
| № | Исполнитель  | Песня             | Баллы      | Баллы      | Баллы | Баллы | Место |
| № | Исполнитель  | Песня             | Зрители, % | Зрители, % | Жюри  | Всего | Место |
| - | ------------ | ----------------- | ---------- | ---------- | ----- | ----- | ----- |
| 1 | [O]          | «Там, куди я йду» | 2          | 5,46 %     | 3     | 5     | 7     |
| 2 | Jerry Heil   | «Vegan»           | 6          | 16,28 %    | 7     | 13    | 3     |
| 3 | Katya Chilly | «Піч»             | 3          | 8,44 %     | 4     | 7     | 5     |
| 4 | KRUTЬ        | «99»              | 8          | 22,69 %    | 8     | 16    | 1     |
| 5 | Go-A         | «Соловей»         | 7          | 18,11 %    | 6     | 13    | 2     |
| 6 | CLOUDLESS    | «Drown Me Down»   | 5          | 14,75 %    | 5     | 10    | 4     |
| 7 | GIO          | «Feeling So Lost» | 4          | 8,84 %     | 2     | 6     | 6     |
| 8 | Assol        | «Save It»         | 1          | 5,43 %     | 1     | 2     | 8     |

### Второй полуфинал
Второй полуфинал национального отбора состоялся 15 февраля 2020 года.
| № | Исполнитель               | Песня           | Баллы      | Баллы      | Баллы | Баллы | Место |
| № | Исполнитель               | Песня           | Зрители, % | Зрители, % | Жюри  | Всего | Место |
| - | ------------------------- | --------------- | ---------- | ---------- | ----- | ----- | ----- |
| 1 | MOONZOO feat. F.M.F. Sure | «Maze»          | 2          | 9,46 %     | 5     | 7     | 6     |
| 2 | FO SHO                    | «BLCK SQR»      | 3          | 10,77 %    | 3     | 6     | 7     |
| 3 | Элина Иващенко            | «Get Up»        | 4          | 10,94 %    | 4     | 8     | 5     |
| 4 | Александр Порядинский     | «Savior»        | 6          | 11,72 %    | 2     | 8     | 4     |
| 5 | GARNA                     | «Who We Are?»   | 1          | 5,65 %     | 1     | 2     | 8     |
| 6 | KHAYAT                    | «Call For Love» | 7          | 17,87 %    | 7     | 14    | 2     |
| 7 | David Axelrod             | «Horizon»       | 5          | 11,56 %    | 6     | 11    | 3     |
| 8 | TVORCHI                   | «Bonfire»       | 8          | 22,03 %    | 8     | 16    | 1     |

### Финал
Финал национального отбора состоялся 22 февраля 2020 года.
| № | Исполнитель   | Песня           | Баллы      | Баллы      | Баллы | Баллы | Место |
| № | Исполнитель   | Песня           | Зрители, % | Зрители, % | Жюри  | Всего | Место |
| - | ------------- | --------------- | ---------- | ---------- | ----- | ----- | ----- |
| 1 | KRUTЬ         | «99»            | 4          | 19,9 %     | 5     | 9     | 3     |
| 2 | Jerry Heil    | «Vegan»         | 1          | 7 %        | 1     | 2     | 6     |
| 3 | Go-A          | «Соловей»       | 6          | 25,43 %    | 6     | 12    | 1     |
| 4 | David Axelrod | «Horizon»       | 2          | 11,3 %     | 3     | 5     | 5     |
| 5 | KHAYAT        | «Call For Love» | 5          | 20,93 %    | 4     | 9     | 2     |
| 6 | TVORCHI       | «Bonfire»       | 3          | 15,44 %    | 2     | 5     | 4     |

Несмотря на победу в национальном отборе, группе Go-A не удалось принять участие в финальной части конкурса. 18 марта 2020 было объявлено об отмене Евровидения-2020 в связи с пандемией COVID-19.